# Jørgensenite
La jørgensenite è un minerale appartenente al gruppo della jarlite.